# Suttoni Tamás
Suttoni Tamás (latinul: Thomas Anglicus, Thomas de Suttona, angolul: Thomas of Sutton), (1230 – 1320) középkori angol filozófus és teológus.
Domonkos-rendi szerzetes volt, és az Oxfordi Egyetemen tanított. Kommentárt írt Arisztotelész Kategóriáihoz és Első Analitikájához. Fennmaradtak tőle 1280–1290 körül írt Quaestio quodlibetalisok, a De pluralitate formarum, és a De productione formae substantialis című írás. Egyesek neki tulajdonítják az 1311 után készült, Aquinói Szent Tamás nézeteit Duns Scotussal szemben védő Liber propugnatorius super I Sententiarum contra Joannem Scotumot is.